# الانتخابات العامة السويدية 2018
الانتخابات العامة السويدية 2018 هي انتخابات سويدية أُجريت يوم الأحد الموافق لـ 9 سبتمبر من عام 2018 حيث سيتمُ انتخاب أعضاء البرلمان السويدي والذي بدوره سينتخب رئيس الوزراء.

## النظام الانتخابي
يتكوّنُ البرلمان السويدي من 349 نائبًا. يتم انتخابهم جميعًا من خلال التمثيل النسبي في قوائم حزبية متعددة الأعضاء سواء كانت إقليمية (معظم الأحزاب الكبرى) أو القومية (الديمقراطيين السويديين). لدى كل من الدوائر الانتخابية الـ 29 عددٌ معينٌ من البرلمانيين يتم تقسيمهم من خلال نتائج الدوائر الانتخابية لضمان التمثيل الإقليمي. ثم يتم انتخاب النواب الآخرين من خلال موازنة متناسبة، لضمان أن عدد النواب المنتخبين للأحزاب المختلفة يمثل بدقة أصوات الناخبين.